# Cameron Wells
Cameron Wells (* 23. September 1988 in Houston, Texas) ist ein ehemaliger US-amerikanischer Basketballspieler.

## Laufbahn
Der vielseitige Aufbauspieler ging in seiner Collegezeit für die Militärhochschule The Citadel in der Southern Conference der NCAA auf Korbjagd. Er setzte sich in der ewigen Korbjägerliste der Hochschulmannschaft an die Spitze. Seinen ersten Profivertrag trat er in der Saison 2011/12 bei Landstede Basketball Zwolle in der ersten niederländischen Liga an. Dort war er mit 14 Punkten im Schnitt bester Korbjäger der Mannschaft.
Nach einem Intermezzo in der NBA-Sommerliga 2012 (Milwaukee Bucks) verschlug es den 186 cm großen Wells in die Basketball-Bundesliga zu den Walter Tigers Tübingen. In 29 Einsätzen brachte es Wells auf 6 Punkte im Schnitt.
Im Sommer 2013 zog sich Wells eine Knieverletzung zu. Er setzte daraufhin für ein Jahr vom Spielbetrieb aus. Am 24. Juni 2014 nahm der Zweitligist Gießen 46ers den damals 26-Jährigen zunächst für ein Jahr unter Vertrag. Dem hessischen Club gelang im Frühjahr 2015 der Wiederaufstieg in die Basketball-Bundesliga. Da der Vertrag mit Wells verlängert wurde, war es auch für den US-Amerikaner nach zwei Jahren die Rückkehr in die höchste deutsche Spielklasse. Vor Beginn seiner dritten Spielzeit bei den Gießen 46ers wurde Wells zum Kapitän ernannt. Anfang 2017 folgte die Berufung in die BBL-Allstar-Auswahl der besten ausländischen Bundesliga-Spieler. Mit 14 Punkten und 4,1 Assists im Schnitt avancierte Wells in der Saison 2016/17 zum besten Punktesammler und Vorlagengeber der Mittelhessen.
Im Februar 2017 wurde bei Wells genauso wie bei seinem Mannschaftskollegen Marco Völler bei einer Dopingprobe ein verbotener Stoff festgestellt. Der Verstoß sei nach Einschätzung der Anti-Doping-Agentur des Deutschen Basketball Bundes durch die Einnahme verunreinigter Nahrungsergänzungsmittel erfolgt. Beide Spieler wurden nach einer Anhörung Anfang Juni 2017 für drei Monate gesperrt.
Nach zwei Jahren im deutschen Basketball-Oberhaus wechselte Wells in die erste italienische Liga (Varese). In 23 Ligaspielen für Varese verbuchte der US-Amerikaner im Schnitt 11,3 Punkte je Begegnung und bereitete statistisch 3,5 Korberfolge seiner Nebenmänner vor. 2018 wechselte er zum Bundesligisten Würzburg. In der Saison 2019/20 wurde er von Trainer Denis Wucherer zum Spielführer der Würzburger Mannschaft bestimmt. Aufgrund seiner Rolle als Spielmacher und Kopf der Mannschaft auf dem Feld erhielt er in Würzburg den Spitznamen „Der General“. Im Spieljahr 2018/19 erreichte er mit der Mannschaft das Endspiel des Europapokalbewerbs FIBA Europe Cup, verlor dort aber gegen Dinamo Sassari (Italien). Insbesondere 2019/20 überzeugte Wells in Würzburg und kam in der Bundesliga auf 16,2 Punkte sowie 5,5 Vorlagen je Partie.
Im Juni 2020 gab der französische Erstligist BCM Gravelines die Verpflichtung des US-Amerikaners bekannt. Für die Mannschaft bestritt er fünf Ligaspiele, im Dezember 2020 wechselte er zum Ligakonkurrenten Boulazac Basket Dordogne. Medi Bayreuth holte ihn 2021 in die Bundesliga zurück. Bei den Oberfranken bestritt Wells die letzten seiner insgesamt 171 Bundesliga-Spiele.
Im September 2022 meldete Trefl Sopot aus Polen Wells’ Verpflichtung. Dort spielte er bis 2023. Anschließend ging er in die Vereinigten Staaten zurück und trat eine Stelle als Assistenztrainer an der Militärhochschule The Citadel an, für deren Basketballmannschaft er selbst gespielt hatte.